# Larsøya, Bouvetön
Larsøya eller Lars Island är en ö utanför Bouvetön (Norge). Den ligger utanför Bouvetöns sydvästra udde Catoodden varifrån den skiljs av Mottesundet.